# 1920 في سويسرا
فيما يلي قوائم الأحداث التي وقعت خلال عام 1920 في سويسرا.

## ظهور
- 1 يناير – ذئب البوادي

## كتب
من الكتب التي صدرت هذه السنة في سويسرا:
- 1 يناير – كلينجزور في صيفه الأخير من تأليف هرمان هيسه.
- 1 يناير – نظرة في الفوضى من تأليف هرمان هيسه.

## مواليد

### يناير
- 11 يناير – جورج ايشليمان درّاج طريق سويسري.

### فبراير
- 22 فبراير – ستيفاني غلاسر ممثلة سويسرية.

### مارس
- 29 مارس – غوتفريد ويلينمان جونيور درّاج طريق سويسري.

## وفيات

### مارس
- 31 مارس – هيكتور هودلر (مواليد 1887)